# David Allan
|  | No confondre amb el ciclista australià David Allan |

David Allan (Alloa, Escòcia, 13 de febrer de 1744 -6 d'agost de 1796) va ser un pintor escocès, conegut sobretot per les seves pintura de temàtica històrica.
Nascut a Alloa, quan va deixar l'acadèmia de pintura de Foulis a Glasgow (1762), després de set anys d'estudi reeixit, va obtenir el mecenatge de Lord Cathcart i d'Erskine de Mar, a la finca en la qual havia nascut. Erskine li va possibilitar viatjar a Roma (1764), on va romandre durant diversos anys ocupat principalment en copiar els antics mestres.
Entre les seves pintures originals, hi trobem l'Origen del Retrat, avui exposat a la National Gallery a Edimburg que representa a una donzella coríntia dibuixant l'ombra del seu amant— ben conegut a través de l'excel·lent gravat de Domenico Cunego. Amb aquest quadre va aconseguir la medalla d'or que donava l'Acadèmia de San Lucas l'any 1773 pel millor exemple de composició històrica.
A la tornada de Roma el 1777, va viure durant un temps a Londres, i es va ocupar amb la pintura de retrats. El 1780 es va traslladar a Edimburg on, amb la mort d'Alexander Runciman el 1786, va ser nomenat director i mestre de l'Acadèmia d'Arts. Allà va pintar i va gravar en aiguatinta una varietat d'obres, aquelles de les quals per les que és àmpliament reconegut. Per exemple, és recordat pel Casament escocès, Ball de les Highlands, Instrument de penediment i el seu Il·lustració del Bon Pastor que destaca pel seu humor còmic. A vegades se'l va ser descrit com el «Hogarth escocès».

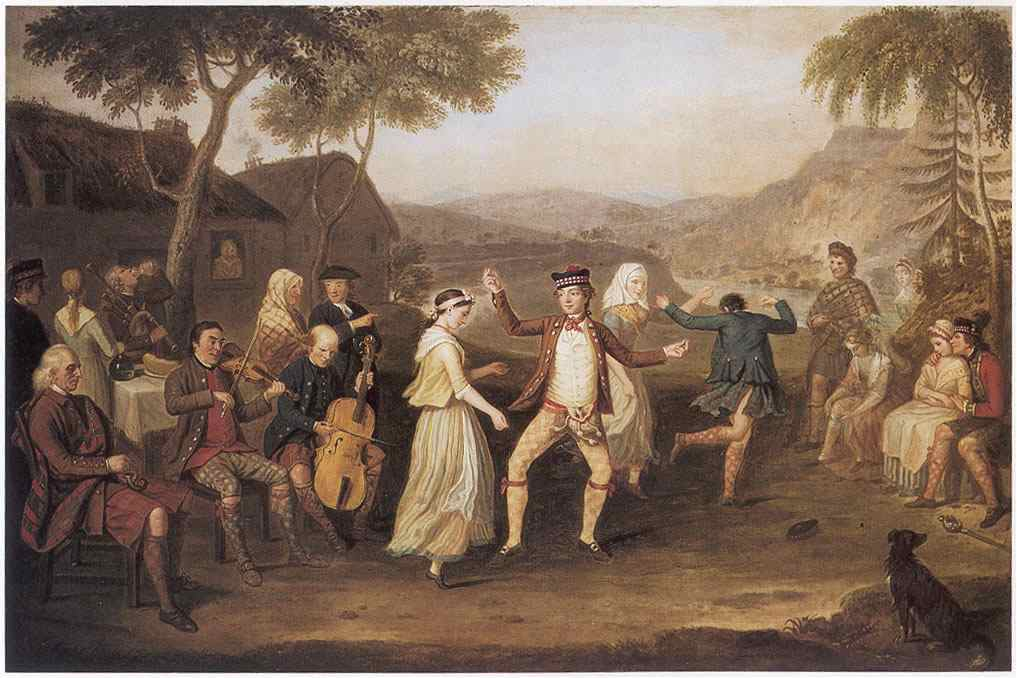
El casament de les Highlands, David Allan, 1780.